# 밥캣 컴퍼니
밥캣 컴퍼니(영어: Bobcat Company)는 미국의 건설기계회사이다. 현재는 대한민국의 두산그룹에 인수되어 모회사인 두산밥캣이 직접 운영하고 있다. 소형건설장비(미니굴착기, 컴팩트 트랙 로더 등)을 주력으로 생산 및 판매하고 있다. 글로벌 11위에 해당하는 건설장비 기업이다.